# Benny Jansson
Benny Jansson är en svensk kompositör, sångtextförfattare och musiker (gitarr, bas)  Han är medlem i gruppen Power United. Jansson har bland annat skrivit filmmusik till filmen Sökarna samt låtar till artisterna Svullo (Do the Svullo dance, Släta av mig, suckface med flera) och Erika Norberg (Cold winter night, In the arms of a stranger). Som instrumentalist har Jansson främst verkat som studiomusiker men även släppt ett antal soloskivor med musik i gränslandet mellan jazz och rock. Han har också samarbetat med pianisten Jan Johanssons söner Jens och Anders Johansson (på vars skivbolag Heptagon Janssons två första soloskivor släpptes) i deras projekt "The Johansson Brothers" och han spelade gitarr på albumet "Backyard Boogaloo" från 1998 med gruppen Snake Charmer med Göran Edman på sång och bröderna Johansson på keyboards och trummor.

## Diskografi under eget namn
- 1995 - Virtual humanity (Heptagon HECD-009)
- 1999 - Flume ride (Heptagon HECD-024)
- 2002 (?) - Save the world (LCM 22262)